# Chetverikov MDR-6
El Chetverikov MDR-6 era un hidrocanoa de reconocimiento de la Unión Soviética de los años 1930 y el único avión exitoso de la oficina de diseños experimentales dirigido por Igor Chetverikov.

## Desarrollo
Habiendo realizado su primer vuelo en diciembre de 1937, el MDR-6 era un bimotor de monoplano alto totalmente construido en metal. El prototipo llevaba dos motores radiales M-25E de 730 CV. Los 20 aparatos de producción llevaban motores M-63 . Todos los aviones fueron dados de baja del servicio en 1942 por problemas estructurales.

## Variantes
MDR-6
Prototipo inicial. Propulsado por motores radiales Shvetsov M-25E.
MDR-6A
Versión de producción motorizada con motores M-63. Redesignada en 1941 como Che-2; 50 construidos.
MDR-6B-1
Mejora del diseño básico con alas más pequeñas, proa de nuevo diseño, cambios en la configuración de la cola y dos motores V-12 Klimov M-105 de 1260 CV; 1 construido.
MDR-6B-2
Similar al 6B-1; uno construido.
MDR-6B-3 
Flotadores estabilizadores retráctiles de nuevo diseño, radiadores frontales, motores Klimov VK 105PF de 1260 CV en góndolas revisadas; uno construido.
MDR-6B-4
Versión más alargada con motores V12 Klimov M-105 PF, flotadores fijos, casco más profundo, nueva deriva central.
MDR-6B-5
Prototipo construido en 1946, armado con tres cañones B-20 de 20 mm; propulsado por motores VK-107 de 1700 CV.

## Especificaciones (MDR-6A)

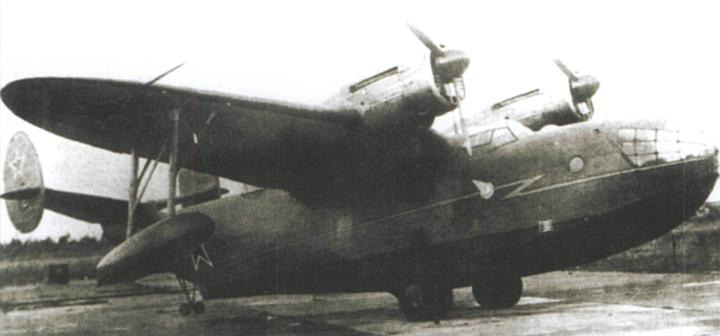
Chetverikov MDR-6B (motores Klimov).

### Características generales
- Tripulación: 3
- Longitud: 15,73 m
- Envergadura: 19,4 m
- Altura: 4,30 m
- Superficie alar: 52,3 m²
- Peso vacío: 4100 kg
- Peso cargado: 6700 kg
- Peso máximo al despegue: 7200 kg
- Planta motriz: 2× Motor radial Shvetsov M-63.
  - Potencia: 821 kW (1100 CV) cada uno.

### Rendimiento
- Velocidad máxima operativa (Vno): 360 km/h
- Velocidad crucero (Vc): 220 km/h
- Alcance: 2650 km
- Techo de vuelo: 9000 m
- Régimen de ascenso: trepada a 5000 m en 12 min

### Armamento
- Ametralladoras: 2× ShKAS de 7,62 mm
Berezin UB de 12,7 mm
- Bombas: 1000 kg

### Aeronaves similares
- Consolidated PBY Catalina
- Grumman Goose